# Dallas Stars
Dallas Stars er et professionelt ishockeyhold der spiller i den bedste nordamerikanske række NHL. Klubben spiller sine hjemmekampe i American Airlines Center i Dallas, Texas, USA. Klubben blev stiftet i 1967 under navnet Minnesota North Stars og flyttede til Dallas i 1993. Klubben har vundet Stanley Cuppen én gang, i sæsonen 1998-99. Man har derudover været i finalen én gang, i sæsonen 1999-00. Yderligere har Minnesota North Stars været i Stanley Cup-finalen 2 gange, i 1981 og i 1991.

## Historie
Minnesota North Stars var et af 6 nye hold i NHL der debuterede i NHL i sæsonen 1967-68. På trods af rimelig sportslig succes med to Stanley Cup-finalepladser led man op igennem 1980'erne af dårlig økonomi og til sidst besluttede man at flytte klubben til Dallas, Texas.
Man vandt Stanley Cuppen for første gang i sæsonen 1998-99 hvor man slog Buffalo Sabres i finalen. Det afgørende mål blev scoret på kontroversiel vis af Brett Hull på Buffalos målmand Dominik Hasek. TV-billeder viste at Hull havde en skøjte i målfeltet da han scorede og målet burde derfor være blevet annulleret ifølge de på det tidspunkt gældende regler. Men målet blev godkendt og dermed hjemtog klubben sit hidtil eneste Stanley Cup-trofæ. Året efter stod man endnu en gang i finalen, men måtte strække våben overfor New Jersey Devils.
I sæsonen 2001-02 flyttede klubben ind i deres nuværende hjemmebane American Airlines Center.

## Nuværende spillertrup (2011-12)
Pr. 19. august 2011.
Målmænd
- 31  Richard Bachman
- 32  Kari Lehtonen

Backer
- 2  Niklas Grossman
- 3  Stéphane Robidas – A
- 6  Trevor Daley
- 27  Adam Pardy
- 28  Mark Fistric
- 33  Alex Goligoski
- 36  Philip Larsen
- 44  Sheldon Souray

Forwards
- 10  Brenden Morrow – C
- 11  Jake Dowell
- 14  Jamie Benn
- 16  Adam Burish
- 17  Toby Petersen
- 20  Radek Dvorak
- 21  Loui Eriksson
- 23  Tom Wandell
- 24  Eric Nystrom
- 29  Steve Ott – A
- 38  Vernon Fiddler
- 63  Mike Ribeiro
- 73  Michael Ryder

## Yderligere spillere på kontrakt (2011-12)
Målmænd
- 30  Andrew Raycroft
- 34  Tyler Beskorowany

Backs
- 4  Brenden Dillon
- 5  Maxime Fortunus
- 24  Jace Coyle
- 37  Brad Lukowich
- 41  Dan Spang
- 54  Hubert Labrie
- 58  Jordie Benn

Forwards
- 12  Raymond Sawada
- 15  Scott Glennie
- 18  Eric Godard
- 22  Colton Sceviour
- 25  Matt Fraser
- 39  Travis Morin
- 45  Ondrej Roman
- 48  Francis Wathier
- 51  Michael Neal
- 52  Luke Gadzic
- 53  Mathieu Tousignant
- 60  Tristan King
- 81  Tomas Vincour
- ??  Angelo Esposito
- ??  Jake Hauswirth
- ??  Ryan Garbutt

## Udlejet i sæson 2011/12
OHL
- Sault Ste. Marie Grayhounds
- 1  Jack Campbell

- Niagara Ice Dogs
- 43  Jamie Oleksiak

KHL
- Dynamo Minsk
- ??  Mikhail Stefanovich

Elitserien
- AIK:
- 65  Patrik Nemeth

SM-Liiga
- Jokerit
- 62  John Klingberg

## 'Fredede' numre
- 7 Neal Broten, C, 1981-95, heraf 1993-95 i Dallas & 1997, nummer fredet 7. februar, 1998
- 8 Bill Goldsworthy, RW, 1967-77, nummer fredet 15. februar, 1992
- 19 Bill Masterton, C, 1967-68, nummer fredet 17 januar, 1987
- 99 Wayne Gretzky nummer fredet i hele NHL 6. februar, 2000

Goldworthy og Masterton spillede for Minnesota North Stars, Broten spillede i Minnesota fra 1981-1993.